# Saim Ayub
Saim Ayub (Urdu صائم ایوب; * 24. Mai 2002 in Karachi, Pakistan) ist ein pakistanischer Cricketspieler, der seit 2015 für die pakistanische Nationalmannschaft spielt.

## Kindheit und Ausbildung
Nachdem er mit Begeisterung Tape-Ball-Cricket gespielt hatte, schickte ihn sein Vater zu einer Akademie. In der Folge etablierte er sich in den Altersklassen-Teams Pakistans.

## Aktive Karriere
Saim gab sein Twenty20-Debüt erfolgte bei der Pakistan Super League 2021 für die Karachi Kings. Sein First-Class-Debüt folgte Sindh in der Quaid-e-Azam Trophy 2021/22. Seine erste Berufung für den Kader der Nationalmannschaft erfolgte nach guten Leistungen in der Pakistan Super League 2023 gegen Afghanistan, wo er sein Twenty20-Debüt gab. Im November wurde er dann für das pakistanische Test-Team nominiert und gab dort im Januar sein Debüt gegen Australien. Nachdem er bei der Pakistan Super League 2024 herausstach wurde er für den Kader der ICC Men’s T20 World Cup 2024 nominiert.